# Inga Rune
Inga Märta Christina Rune, född 25 augusti 1928 i Kristianstad, är en svensk barn- och ungdomspsykiater.
Rune, som är dotter till tandläkare Axel Nordlund och tandläkare Märta Rune, avlade studentexamen i Kristianstad 1947, blev medicine kandidat vid Lunds universitet 1950 och medicine licentiat där 1955. Hon blev amanuens på patologiska institutionen vid Lunds universitet 1951, var vikarierande underläkare på S:t Lars och Beckomberga sjukhus 1951 och 1953, vid medicinska kliniken på Malmö allmänna sjukhus 1954 och 1955, Malmö och Karlstads epidemisjukhus 1954 och 1955–1956, vid pediatriska avdelningen i Karlstad 1956–1957, underläkare vid medicinska  barnkliniken på Karolinska sjukhuset 1958–1966, underläkare vid barnpsykiatriska kliniken på Karolinska sjukhuset 1966–1969 och biträdande överläkare där från 1970.